# Gran Premio de Aragón de Motociclismo de 2011
El Gran Premio de Aragón de Motociclismo de 2011 fue la decimocuarta prueba del Campeonato del Mundo de Motociclismo de 2011. Tuvo lugar en el fin de semana del 16 al 18 de septiembre de 2011 en el MotorLand Aragón que está ubicado en la localidad de Alcañiz, Provincia de Teruel, Aragón, España. La carrera de MotoGP fue ganada por Casey Stoner, seguido de Dani Pedrosa y Jorge Lorenzo. Marc Márquez ganó la prueba de Moto2, por delante de Andrea Iannone y Simone Corsi. La carrera de 125cc fue ganada por Nicolás Terol, Johann Zarco fue segundo y Maverick Viñales tercero.

## Resultados

### Resultados MotoGP
| Pos.    | N.º | Piloto           | Constructor | Vueltas | Tiempo    | Parrilla | Pts. |
| ------- | --- | ---------------- | ----------- | ------- | --------- | -------- | ---- |
| 1       | 27  | Casey Stoner     | Honda       | 23      | 42:17.427 | 1        | 25   |
| 2       | 26  | Dani Pedrosa     | Honda       | 23      | +8.162    | 2        | 20   |
| 3       | 1   | Jorge Lorenzo    | Yamaha      | 23      | +14.209   | 4        | 16   |
| 4       | 58  | Marco Simoncelli | Honda       | 23      | +20.646   | 6        | 13   |
| 5       | 11  | Ben Spies        | Yamaha      | 23      | +27.739   | 3        | 11   |
| 6       | 19  | Álvaro Bautista  | Suzuki      | 23      | +30.373   | 11       | 10   |
| 7       | 69  | Nicky Hayden     | Ducati      | 23      | +34.288   | 7        | 9    |
| 8       | 8   | Héctor Barberá   | Ducati      | 23      | +37.305   | 13       | 8    |
| 9       | 35  | Cal Crutchlow    | Yamaha      | 23      | +39.652   | 12       | 7    |
| 10      | 46  | Valentino Rossi  | Ducati      | 23      | +39.832   | 17*      | 6    |
| 11      | 7   | Hiroshi Aoyama   | Honda       | 23      | +39.997   | 9        | 5    |
| 12      | 14  | Randy de Puniet  | Ducati      | 23      | +54.717   | 10       | 4    |
| 13      | 5   | Colin Edwards    | Yamaha      | 23      | +58.430   | 14       | 3    |
| Ret     | 24  | Toni Elías       | Honda       | 15      | Colisión  | 16       |      |
| Ret     | 65  | Loris Capirossi  | Ducati      | 15      | Colisión  | 15       |      |
| Ret     | 4   | Andrea Dovizioso | Honda       | 0       | Caídae    | 5        |      |
| Ret     | 17  | Karel Abraham    | Ducati      | 0       | Caídae    | 8        |      |
| Fuente: |     |                  |             |         |           |          |      |

Notas:
- Pole Position :  Casey Stoner, 1:48.451
- Vuelta Rápida :  Casey Stoner, 1:49.046
- Después de su cambio de motor, Rossi comenzó la carrera desde el pit lane diez segundos después del inicio de la carrera debido a la regla del límite de cambio de motor que restringe cada utilización con seis motores por temporada.

### Resultados Moto2
| Pos.    | N.º | Piloto              | Constructor | Vueltas | Tiempo    | Parrilla | Pts. |
| ------- | --- | ------------------- | ----------- | ------- | --------- | -------- | ---- |
| 1       | 93  | Marc Márquez        | Suter       | 21      | 40:20.575 | 1        | 25   |
| 2       | 29  | Andrea Iannone      | Suter       | 21      | +2.466    | 10       | 20   |
| 3       | 3   | Simone Corsi        | FTR         | 21      | +2.574    | 12       | 16   |
| 4       | 15  | Alex de Angelis     | MotoBi      | 21      | +3.054    | 5        | 13   |
| 5       | 40  | Aleix Espargaró     | Pons Kalex  | 21      | +10.831   | 6        | 11   |
| 6       | 38  | Bradley Smith       | Tech 3      | 21      | +10.870   | 15       | 10   |
| 7       | 12  | Thomas Lüthi        | Suter       | 21      | +11.005   | 11       | 9    |
| 8       | 65  | Stefan Bradl        | Kalex       | 21      | +11.212   | 4        | 8    |
| 9       | 77  | Dominique Aegerter  | Suter       | 21      | +11.810   | 23       | 7    |
| 10      | 36  | Mika Kallio         | Suter       | 21      | +11.939   | 9        | 6    |
| 11      | 13  | Anthony West        | MZ-RE Honda | 21      | +12.108   | 21       | 5    |
| 12      | 63  | Mike Di Meglio      | Tech 3      | 21      | +12.114   | 19       | 4    |
| 13      | 76  | Max Neukirchner     | MZ-RE Honda | 21      | +12.180   | 17       | 3    |
| 14      | 44  | Pol Espargaró       | FTR         | 21      | +12.908   | 8        | 2    |
| 15      | 45  | Scott Redding       | Suter       | 21      | +13.329   | 3        | 1    |
| 16      | 34  | Esteve Rabat        | FTR         | 21      | +13.875   | 20       |      |
| 17      | 60  | Julián Simón        | Suter       | 21      | +13.954   | 2        |      |
| 18      | 19  | Xavier Siméon       | Tech 3      | 21      | +15.251   | 24       |      |
| 19      | 71  | Claudio Corti       | Suter       | 21      | +18.470   | 16       |      |
| 20      | 18  | Jordi Torres        | Suter       | 21      | +20.128   | 22       |      |
| 21      | 4   | Randy Krummenacher  | Kalex       | 21      | +38.974   | 25       |      |
| 22      | 25  | Alex Baldolini      | Pons Kalex  | 21      | +39.072   | 27       |      |
| 23      | 9   | Kenny Noyes         | FTR         | 21      | +39.340   | 33       |      |
| 24      | 7   | Tomoyoshi Koyama    | Suter       | 21      | +48.695   | 29       |      |
| 25      | 88  | Ricard Cardús       | Moriwaki    | 21      | +48.843   | 26       |      |
| 26      | 64  | Santiago Hernández  | FTR         | 21      | +1:02.670 | 31       |      |
| 27      | 33  | Sergio Gadea        | Moriwaki    | 21      | +1:05.633 | 35       |      |
| 28      | 6   | Joan Olivé          | FTR         | 21      | +1:06.619 | 34       |      |
| 29      | 53  | Valentin Debise     | FTR         | 21      | +1:11.832 | 32       |      |
| 30      | 39  | Robertino Pietri    | Suter       | 21      | +1:27.512 | 36       |      |
| 31      | 72  | Yuki Takahashi      | Moriwaki    | 21      | +1:31.402 | 14       |      |
| 32      | 95  | Mashel Al Naimi     | Moriwaki    | 21      | +1:33.725 | 37       |      |
| 33      | 82  | Elena Rosell        | Suter       | 21      | +1:36.548 | 38       |      |
| Ret     | 51  | Michele Pirro       | Moriwaki    | 17      | Retirado  | 13       |      |
| Ret     | 16  | Jules Cluzel        | Suter       | 9       | Caídae    | 7        |      |
| Ret     | 35  | Raffaele de Rosa    | Suter       | 9       | Retirado  | 28       |      |
| Ret     | 14  | Ratthapark Wilairot | FTR         | 9       | Caídae    | 30       |      |
| Ret     | 75  | Mattia Pasini       | FTR         | 3       | Retirado  | 18       |      |
| DNS     | 68  | Yonny Hernández     | FTR         |         | Abandono  |          |      |
| Fuente: |     |                     |             |         |           |          |      |

Notas:
- Pole Position :  Marc Márquez, 1:53.296
- Vuelta Rápida :  Marc Márquez, 1:53.956

### Resultados 125cc
| Pos.    | N.º | Piloto              | Constructor | Vueltas | Tiempo    | Parrilla | Pts. |
| ------- | --- | ------------------- | ----------- | ------- | --------- | -------- | ---- |
| 1       | 18  | Nicolás Terol       | Aprilia     | 20      | 40:26.726 | 3        | 25   |
| 2       | 5   | Johann Zarco        | Derbi       | 20      | +6.771    | 4        | 20   |
| 3       | 25  | Maverick Viñales    | Aprilia     | 20      | +18.929   | 2        | 16   |
| 4       | 7   | Efrén Vázquez       | Derbi       | 20      | +27.472   | 9        | 13   |
| 5       | 39  | Luis Salom          | Aprilia     | 20      | +27.469*  | 6        | 11   |
| 6       | 52  | Danny Kent          | Aprilia     | 20      | +27.750   | 5        | 10   |
| 7       | 11  | Sandro Cortese      | Aprilia     | 20      | +27.740*  | 7        | 9    |
| 8       | 23  | Alberto Moncayo     | Aprilia     | 20      | +27.778   | 8        | 8    |
| 9       | 26  | Adrián Martín       | Aprilia     | 20      | +43.009   | 11       | 7    |
| 10      | 94  | Jonas Folger        | Aprilia     | 20      | +49.090   | 10       | 6    |
| 11      | 77  | Marcel Schrötter    | Mahindra    | 20      | +53.876   | 15       | 5    |
| 12      | 3   | Luigi Morciano      | Aprilia     | 20      | +56.395   | 19       | 4    |
| 13      | 84  | Jakub Kornfeil      | Aprilia     | 20      | +57.513   | 14       | 3    |
| 14      | 19  | Alessandro Tonucci  | Aprilia     | 20      | +1:07.215 | 22       | 2    |
| 15      | 99  | Danny Webb          | Mahindra    | 20      | +1:14.906 | 23       | 1    |
| 16      | 50  | Sturla Fagerhaug    | Aprilia     | 20      | +1:31.266 | 26       |      |
| 17      | 60  | Manuel Tatasciore   | Aprilia     | 20      | +1:36.871 | 27       |      |
| 18      | 30  | Giulian Pedone      | Aprilia     | 20      | +1:40.668 | 24       |      |
| 19      | 90  | Damien Raemy        | KTM         | 20      | +1:58.898 | 33       |      |
| 20      | 37  | Pedro Rodríguez     | Aprilia     | 19      | +1 vuelta | 32       |      |
| Ret     | 55  | Héctor Faubel       | Aprilia     | 19      | Caídae    | 1        |      |
| Ret     | 63  | Zulfahmi Khairuddin | Derbi       | 18      | Retirado  | 31       |      |
| Ret     | 21  | Harry Stafford      | Aprilia     | 16      | Retirado  | 21       |      |
| Ret     | 28  | Josep Rodríguez     | Aprilia     | 11      | Retirado  | 12       |      |
| Ret     | 44  | Miguel Oliveira     | Aprilia     | 7       | Retirado  | 16       |      |
| Ret     | 31  | Niklas Ajo          | Aprilia     | 7       | Caídae    | 18       |      |
| Ret     | 43  | Francesco Mauriello | Aprilia     | 7       | Caídae    | 25       |      |
| Ret     | 17  | Taylor Mackenzie    | Aprilia     | 6       | Caídae    | 28       |      |
| Ret     | 96  | Louis Rossi         | Aprilia     | 5       | Caídae    | 13       |      |
| Ret     | 86  | Kevin Hanus         | Honda       | 5       | Retirado  | 30       |      |
| Ret     | 10  | Alexis Masbou       | KTM         | 4       | Retirado  | 20       |      |
| Ret     | 53  | Jasper Iwema        | Aprilia     | 1       | Caídae    | 17       |      |
| Ret     | 36  | Joan Perelló        | Aprilia     | 0       | Retirado  | 29       |      |
| Fuente: |     |                     |             |         |           |          |      |

Notas:
- Pole Position :  Héctor Faubel, 1:59.222
- Vuelta Rápida :  Maverick Viñales, 1:59.835
- Salom y Cortese, que terminaron en cuarta y sexta posición, perdieron una posición por adelantar con banderas amarillas.